# Juan Gabriel Patiño
Juan Gabriel Patiño (n. Pirayú, Paraguay; 29 de noviembre de 1989) es un futbolista paraguayo. Juega de defensor central o lateral derecho y su actual equipo es el Club Guaraní de la Primera División de Paraguay.

## Trayectoria

### Guaraní
El tremendo jagua nupahâ enamoró a la hija del presidente del club Atlántida y le hizo iniciar en el Club Atlántida, llegando en 2009 a Guaraní. Debutó con el primer equipo el 11 de abril de 2010 en el triunfo de 1-0 de su equipo frente al Sol de América, en el Estadio Luis Alfonso Giagni de Asunción, en un partido correspondiente a la 13.ª fecha del Torneo Apertura. Fue figura en el onceno que alcanzó las semifinales de la Copa Libertadores 2015, cayendo derrotados ante River Plate.
En noviembre de 2015 estuvo cerca de llegar a Cruz Azul.

### Chiapas
El 20 de junio de 2016 se confirmó su vinculación a los Jaguares de Chiapas, a préstamo por un año con opción de compra por U$D 1.000.000. Esto luego de que José Saturnino Cardozo solicitara su fichaje ante la directiva del club.
Su debut se produjo el 16 de julio de 2016 durante la derrota como visitantes por 0 a 2 contra el América. Cuatro días después, el 20 de julio, realiza su presentación en la Copa MX en el empate de 1 a 1 contra los Cafetaleros de Tapachula.

### Racing Club
En junio de 2017 fue traspasado a Racing Club de Avellaneda a cambio de 1.400.000 dólares por el 100% del pase, firmando contrato por 3 años.

### Belgrano
Llegó a Belgrano a principios de 2019 a préstamo por seis meses.

### Central Córdoba
El 31 de agosto de 2023, tras un paso por el Cerro Porteño fichó en el Central Córdoba de Santiago del Estero.

## Selección nacional
Ha sido internacional con la Selección de fútbol de Paraguay en tres ocasiones. Hizo su debut el 5 de septiembre de 2015 en un partido amistoso contra Chile.

## Clubes
| Club                   | País      | Año           | Partidos | Goles |
| ---------------------- | --------- | ------------- | -------- | ----- |
| Guaraní                | Paraguay  | 2010 - 2016   | 95       | 8     |
| Chiapas (cedido)       | México    | 2016 - 2017   | 36       | 0     |
| Racing                 | Argentina | 2017          | 5        | 0     |
| Olimpia (cedido)       | Paraguay  | 2018          | 33       | 3     |
| Belgrano (cedido)      | Argentina | 2019          | 6        | 1     |
| Cerro Porteño (cedido) | Paraguay  | 2019 - 2020   | 15       | 4     |
| Cerro Porteño          | Paraguay  | 2020-2023     |          |       |
| Central Córdoba (SdE)  | Argentina | 2023          |          |       |
| Sportivo Ameliano      | Paraguay  | 2024-presente |          |       |

## Palmarés

### Campeonatos nacionales
| Título          | Club          | País     | Año  |
| --------------- | ------------- | -------- | ---- |
| Torneo Apertura | Guaraní       | Paraguay | 2010 |
| Torneo Apertura | Olimpia       | Paraguay | 2018 |
| Torneo Clausura | Olimpia       | Paraguay | 2018 |
| Torneo Apertura | Cerro Porteño | Paraguay | 2020 |
| Torneo Clausura | Cerro Porteño | Paraguay | 2021 |